# Mecometopus miri
Mecometopus miri är en skalbaggsart som beskrevs av Maria Helena M. Galileo och Martins 2007. Mecometopus miri ingår i släktet Mecometopus och familjen långhorningar. Inga underarter finns listade i Catalogue of Life.